# Germán Kammerath
Germán Luis Kammerath (La Rioja, 21 de enero de 1961) es un político y abogado argentino, se desempeñó como Intendente de la Ciudad de Córdoba entre 1999 y 2003, además de haber sido Diputado Provincial, Diputado Nacional y Vicegobernador de Córdoba.   Durante la presidencia de Carlos Saúl Menem, ocupó el cargo de Secretario de Comunicaciones de la Nación.  Fue condenado y cumplió una pena por hechos de corrupción ocurridos durante su gestión como Intendente.

## Biografía
Kammerath nació en La Rioja en 1961 siendo hijo de Luis Andrés Kammerath, dirigente conservador de La Rioja que alcanzó la vicegobernación de la provincia en el año 1943 por la Concordancia y que también fue ministro de gobierno durante la gobernación de Héctor de la Fuente entre 1941 y 1943. Realizó sus estudios secundarios en el Colegio Nacional Joaquín V. González, de la ciudad de La Rioja. En la década de 1970 se afilia al Partido Demócrata de Córdoba, fundado por Ramón J. Carcano, el cual posteriormente se fusionó con el Partido de Centro para dar origen a la Unión del Centro Democrático (UCeDé).
Se trasladó a la Ciudad de Buenos Aires para estudiar abogacía en la Universidad de Buenos Aires. Durante ese período, se desempeñó como corresponsal en la capital del diario riojano El Independiente.
Militó activamente en la Juventud del Partido Demócrata de Córdoba, donde participó en iniciativas para la difusión de ideas liberales. En este marco, impulsó la visita a Argentina del ensayista y escritor francés Guy Sorman, autor de La revolución conservadora americana y La solución liberal; el exministro de Economía de Chile, Hernán Büchi; y el fundador del Partido Popular de España, Manuel Fraga Iribarne, quien brindó conferencias en Córdoba con el auspicio de la Fundación Carlos Pellegrini, dirigida por el economista Ricardo Zinn.
Kammerath fue seleccionado como becario de la Fundación Universitaria del Río de la Plata (FURP) en el programa País Federal en 1987, y posteriormente obtuvo una beca para participar en cursos en la Universidad de Denver (Colorado) y la American University (Washington D. C.),
Se casó con María Luz Capdevila, de origen cordobés, con quien tuvo cuatro hijos.
Con el retorno de la democracia en 1983, fue elegido Diputado Provincial (1987-1991), y Diputado Nacional en elecciones de 1993 por la Ucedé. En 1994 fue elegido Convencional Constituyente para la reforma constitucional. 
Menem lo designó como Interventor de Argentina Televisora Color y Secretario de Comunicaciones en 1996; previamente había sido Subsecretario de Comunicaciones en 1991. Para asumir en el cargo, renunció a su banca de diputado en agosto de 1996. Durante su gestión en la secretaría fue denunciado por extender el monopolio de las telefónicas, concederles el rebalanceo tarifario y dar beneficios a ciertas empresas, como fue el caso del Correo Argentino que gestionaba el grupo Macri.

### Diputado de la Provincia de Córdoba (1987-1991)
Fue elegido diputado provincial en las Elecciones provinciales de Córdoba de 1987  por la UCeDe Durante su mandato, ocupó el cargo de vicepresidente tercero de la Cámara de Diputados e integró diversas comisiones, entre ellas la Revisora de Cuentas de la Administración, la de Legislación Social y la de Turismo.
Durante su mandato, presentó más de 100 proyectos de ley y de resolución, destacándose temas como el ingreso a la administración pública por concurso, la privatización de la Empresa Provincial de Energía de Córdoba (EPEC), el acceso a la información pública, la regulación de la acción de amparo por mora, la simplificación administrativa, la regularización de inmuebles, la creación de cuerpos de bomberos forestales y la prohibición de propaganda oficial en los seis meses previos a elecciones. Además, participó en la redacción de la Ley Orgánica Municipal N.º 8.102 y la Ley del Defensor del Pueblo N.º 7.741.

### Subsecretario de Comunicaciones de la Nación (1991-1993)
Germán Kammerath fue designado Subsecretario de Comunicaciones de la Nación el 20 de diciembre de 1991 mediante el Decreto 2633/91, desempeñándose en el cargo hasta el 12 de octubre de 1993.
Durante su gestión, llevó adelante la privatización del correo estatal ENCOTEL (Empresa Nacional de Correos y Telégrafos), impulsando el Decreto 214/92, que convirtió la empresa en una sociedad anónima bajo el nombre de ENCOTESA. Este marco normativo estableció la posibilidad de concesionar el servicio postal a empresas nacionales o extranjeras asociadas con correos oficiales miembros de la Unión Postal Universal (UPU). Posteriormente, promovió el Decreto 2793/92, que aprobó el estatuto de ENCOTESA y estableció la denominación "Correo Argentino", nombre que la empresa ha mantenido a lo largo de sus distintas etapas institucionales.
En el ámbito de las telecomunicaciones, adjudicó el servicio de telefonía móvil (STM) en el interior del país al consorcio CTI, conformado por la empresa estadounidense GTE y el Grupo Clarín. La concesión, otorgada mediante el Decreto 1461/93, permitió la cobertura de localidades con más de 500 habitantes. Posteriormente, en cada zona del país (Sur y Norte), se sumaron las operadoras Unifón (Telefónica) y Personal (Telecom).
Además, promovió el reconocimiento de los derechos de las cooperativas telefónicas a través del Decreto 278/93, equiparándolas en categoría con las operadoras Telecom Argentina y Telefónica de Argentina, lo que les permitió resguardar sus derechos en sus respectivas áreas de servicio y establecer convenios de interconexión más equitativos. En este contexto, el 13 de julio de 1992, en un acto celebrado en el Salón Blanco de la Casa Rosada, se entregaron licencias a las cooperativas telefónicas con la presencia de las máximas autoridades del país.
impulsó la desafectación de la residencia oficial destinada a esa función, ubicada en General Pacheco, partido de Tigre, por considerarla incompatible con criterios de austeridad. La residencia había sido originalmente construida para el ministro de Comunicaciones Oscar Nicolini durante el gobierno de Juan Domingo Perón.  La medida fue formalizada con la Resolución N.º 1364/92, firmada por el Ministro de Economía Domingo Cavallo, y el inmueble fue posteriormente asignado a la Universidad Tecnológica Nacional para uso cultural.
Asimismo, durante su gestión se llevó adelante la licitación del Sistema Nacional de Satélite Geoestacionario NahuelSat, que se convirtió en el segundo satélite privado del mundo después de PanAmSat, empresa estadounidense fundada por René Anselmo. Este proceso contó con el respaldo del Banco Mundial, la Unión Internacional de Telecomunicaciones (UIT) y el regulador británico de telecomunicaciones (OFTEL).

### Diputado Nacional (1993-1995)
En octubre de 1993, Germán Luis Kammerath fue elegido Diputado Nacional por la provincia de Córdoba, obteniendo 184.608 votos. Fue la primera vez desde el regreso de la democracia en 1983 que un tercer partido logró una banca en la Cámara de Diputados de La Nación, mientras que el Partido Justicialista (PJ) y la Unión Cívica Radical (UCR) obtuvieron cuatro escaños cada uno.
Durante su mandato, se integró al bloque de la Unión del Centro Democrático (UCeDe), presidido por Álvaro Alsogaray, y participó en las comisiones de Turismo y Legislación Laboral. Posteriormente, se incorporó a la Comisión de Minería tras el fallecimiento del diputado Francisco de Durañona y Vedia.
Durante su labor legislativa, presentó numerosos proyectos de ley, resolución y declaración. Entre ellos, destacaron iniciativas para la desregulación de las radios FM, el fomento de la electrificación rural, la cobertura de obra social para bomberos voluntarios y el traspaso de la represa Piedras Moras a la provincia de Córdoba. También impulsó la declaración del turismo como industria (Ley N.º 25.997) y la creación de un monumento en homenaje a las víctimas del Holocausto (Ley N.º 26.636).
Kammerath participó en debates clave, como la Ley de Correos, que generó la interpelación de Domingo Cavallo, quien advirtió que beneficiaba a oligopolios postales. También impulsó una sesión especial sobre la deuda que la Nación mantenía con la Provincia de Córdoba, en medio de tensiones entre el gobernador Eduardo Angeloz y Cavallo. En 1996, fue designado interventor de ATC y obtuvo una licencia especial en la Cámara de Diputados.

### Convencional Constituyente (1994)
Germán Kammerath fue elegido convencional constituyente en las elecciones del 10 de abril de 1994 por la Unión del Centro Democrático (UCeDé) representando a la provincia de Córdoba. Durante la Convención Nacional Constituyente de 1994, se desempeñó como presidente del bloque de la UCeDé y participó activamente en las comisiones de Labor Parlamentaria, Sistemas de Control y Régimen Federal, Economías Regionales y Autonomía Municipal. Desde su bloque, presentó 24 proyectos .
Además, promovió la incorporación de la Convención Americana sobre Derechos Humanos a la Constitución, aprobada por el Pleno de la Convención Constituyente, para reafirmar la protección de la vida desde la concepción.

### Interventor de Argentina Televisora Color (1995-1996)
El 28 de diciembre de 1995, mediante el Decreto 1023/95, Germán Kammerath fue designado interventor de Argentina Televisora Color (ATC) con el objetivo de sanear la empresa, que enfrentaba una grave crisis financiera. En ese momento, ATC se encontraba en cesación de pagos, acumulaba cinco pedidos de quiebra y registraba un déficit anual de 20 millones de pesos. Además, presentaba una deuda con proveedores y altos costos operativos, incluyendo gastos de personal.
Como parte del proceso de reestructuración, en enero de 1996 se iniciaron los trámites para solicitar la apertura de un concurso preventivo de acreedores, en el marco de la Ley 24.522. El 5 de febrero, ATC S.A. presentó formalmente su pedido ante la Justicia, siendo designada la jueza María Elsa Uzal, titular del Juzgado N.º 26 en lo Civil y Comercial. Tras analizar la documentación, la magistrada aprobó la apertura del concurso.
Durante la etapa de verificación de deudas, se presentaron acreencias por 164 millones de pesos, correspondientes a más de 300 empresas y contratistas. Sin embargo, muchas fueron impugnadas por las autoridades de ATC y la Justicia le dio la razón, reduciendo la deuda reconocida a poco más de 100 millones de pesos. Finalmente, con el acuerdo del 80 % de los acreedores, la jueza estableció la deuda definitiva en 61,7 millones de pesos, con un activo fijado en 130,5 millones de pesos. Como parte del acuerdo, ATC comprometió el pago de 40 millones de pesos en segundos de publicidad.
Durante la intervención, ATC se implementó la transmisión ininterrumpida durante las 24 horas del día, convirtiéndose en el primer canal estatal argentino en adoptar este formato. Como parte de esta iniciativa, se incluyó programación con videoclips musicales en horario nocturno para captar la atención de un público joven.

### Secretario de Comunicaciones de la Nación (1996-1999)
Durante su gestión, se llevaron a cabo reformas que transformaron el sector de las telecomunicaciones en Argentina. Impulsó el desarrollo del satélite argentino NAHUELSAT y firmó acuerdos de reciprocidad satelital con Estados Unidos, posicionando al país como líder en la región. También estableció normativas para satélites de órbita baja y presentó el primer sistema LEO argentino ante la Unión Internacional de Telecomunicaciones (UIT).
Bajo su liderazgo, se liberalizó el mercado de telecomunicaciones, permitiendo ampliar el número de operadores en telefonía fija y móvil. Asimismo, se trabajó para garantizar el acceso telefónico en comunidades rurales. Entre las iniciativas destacadas se encuentra el programa Argentin@ Internet.Todos, que llevó internet a hospitales, escuelas y centros culturales en todo el país, con un enfoque especial en áreas rurales. Además, se lanzó el proyecto Internet 2 Argentina, conectando a instituciones académicas y científicas mediante tecnologías avanzadas.

### Vicegobernador de la Provincia de Córdoba (1999)
El 20 de diciembre de 1998, en las elecciones provinciales de Córdoba de 1998 Kammerath fue elegido vicegobernador de la provincia de Córdoba, acompañando en la fórmula a José Manuel de la Sota por la alianza Unión por Córdoba. Ambos asumieron sus funciones el 12 de julio de 1999. Como parte de sus atribuciones, ejerció la presidencia del Cámara de Senadores de la Provincia de Córdoba.  Durante la campaña electoral, el eje central fue la reducción del 30% de  impuestos, con la asesoría del consultor político brasileño Duda Mendonça. En este marco, mantuvieron reuniones con líderes internacionales, entre ellos el presidente de Brasil, Fernando Henrique Cardoso, a quien le propusieron la apertura de un consulado brasileño en Córdoba, medida que se concretó años después.
La asunción de De la Sota y Kammerath contó con la presencia del presidente argentino Carlos Menem y del gobernador del estado brasileño de Paraná, Jaime Lerner. La transición gubernamental entre la administración saliente de Ramón Mestre y la nueva gestión de Unión por Córdoba fue calificada como ordenada y ejemplar.
En diciembre de 1999, Kammerath renunció a la vicegobernacion tras haber sido electo intendente de la ciudad de Córdoba

### Intendente de la Ciudad de Córdoba (1999-2003)
En 1998 compitió en una interna dentro de la coalición Unión por Córdoba siendo el único de un partido liberal compitiendo contra otros dos peronistas. Kammerath logró el 45% contra el 33% del diputado nacional, Juan Schiaretti y el 20% del diputado provincial, Luis Juez.
Fue elegido vicegobernador de José Manuel de la Sota en 1999, pero renunció para competir por la intendencia de la ciudad de Córdoba. Fue elegido intendente y ocupó ese cargo entre 1999 y 2003. Durante su gestión se enfrentó a varios problemas como los paros de transporte y servicios, el endeudamiento creciente y el conflicto entre taxistas y remiseros. Esto llevó a que el entonces gobernador, José Manuel de la Sota, le retirara su apoyo en 2002.
Fue denunciado pública y judicialmente por su sucesor en el cargo, Luis Juez, creándose una comisión para investigar todos los supuestos hechos de corrupción, denominada Cigeka. Ninguna de esas denuncias fue ratificada, quedando la mayoría desestimadas "por no encuadrar en ninguna figura penal".
En 2015 fue condenado, a tres años y medio de prisión e inhabilitación para ejercer cargos públicos por la contratación de una empresa para el seguimiento de la flota de vehículos municipales. También había sido procesado y debió enfrentar un juicio oral por el otorgamiento gratuito de frecuencias radioeléctricas de alta densidad a distintas empresas cuyas acciones luego fueron transferidas por precios millonarios. En octubre del 2021 la Corte Suprema de Justicia de la Nación dejó firme la condena inicial, luego de un recurso extraordinario presentado por la defensa, por lo que Kammerath fue detenido.  El 28 de diciembre de 2022, recibió el beneficio de la libertad. La medida fue otorgada por el juez Cristóbal Lage Ros, luego de que se cumplieran los requisitos legales necesarios para acceder a este beneficio. La decisión judicial permitió regresar a su domicilio bajo un régimen de control y supervisión.

## Causas Judiciales

### Monopolio de las telefónicas. Plan de liberalización de las telecomunicaciones. Decreto 264/98[53]
Tras la privatización de la ex Entel, las telecomunicaciones en Argentina experimentaron un importante crecimiento en inversiones y mejoras tecnológicas. El pliego de privatización estableció un monopolio inicial de cinco años, ampliable a tres más si se cumplían ciertos requisitos de inversión y calidad de servicio (Decreto 731/89).
Como Secretario de Comunicaciones, Kammerath impulsó la competencia en el sector, favoreciendo la expansión de la telefonía móvil en el interior del país con la llegada de CTI/GTE, y la concesión de licencias a Unifón, Personal y Nextel. También promovió la división de Miniphone (propiedad de Telecom y Telefónica) y facilitó el acceso de Movicom Bell South a nuevas frecuencias. Aprobó licencias de larga distancia y telefonía local e internacional para empresas como IMPSAT, COMSAT, AIRLINK y Telecentro.
Además, fortaleció los derechos de las cooperativas telefónicas y promovió nuevas empresas de datos alámbricos e inalámbricos. Implementó reglamentos clave como el Plan Nacional de Numeración y el Plan Nacional de Señalización, y permitió la competencia en telefonía pública. Como resultado, se redujeron tarifas y aumentaron las inversiones en el sector.
El Decreto 264/98 consolidó estas reformas, solidificando la industria de las telecomunicaciones con la incorporación de cientos de actores empresariales, tanto nacionales como extranjeros. Este decreto fue ratificado por el Congreso Nacional y no recibió objeciones. Asimismo, no se registraron denuncias penales ni reclamos administrativos ni judiciales en su contra.
En cuanto a la prórroga del monopolio de Telecom y Telefónica, la Comisión Nacional de Comunicaciones (CNC) redujo la extensión de la exclusividad de tres a dos años, tras comprobar el incumplimiento de obligaciones sociales, como la instalación de teléfonos semipúblicos en áreas rurales y asentamientos urbanos. Debido a estos incumplimientos, la CNC impuso multas a las empresas por 37 millones de dólares.

### Rebalanceo Tarifario,  Reestructuración general de tarifas de las telecomunicaciones. Decreto 92/97[55]
Kammerath fue denunciado por presuntas omisiones en los controles del Reequilibrio Telefónico, un proceso que redujo las tarifas de larga distancia en más de mil millones de dólares y aumentó las tarifas locales. La reestructuración tarifaria se implementó mediante el Decreto 92/97, en cumplimiento del Pliego de Privatización y compromisos asumidos en la Oferta Pública de Acciones del Estado.
Para monitorear el impacto del ajuste, la Secretaría de Comunicaciones desarrolló un método de cálculo de elasticidad con asesoramiento del Banco Mundial, auditado por la SIGEN y con asistencia del INDEC y la Facultad de Ciencias Económicas de la UBA. Además, la Auditoría General de la Nación realizó una base de datos de control. Tras dos años de análisis, los informes concluyeron que las empresas telefónicas compensaron la reducción tarifaria con un aumento del consumo y generaron excedentes destinados a nuevas reducciones de tarifas.
En 1999, Kammerath fue denunciado por presuntas irregularidades en los controles del decreto. Tras una investigación del Juzgado Federal N° 10, el juez Julián Ercolini lo sobreseyó en 2010 al no encontrarse pruebas en su contra. El fallo, basado en documentación oficial del INDEC, CNC, SIGEN y otros organismos, no fue apelado por el Ministerio Público Fiscal ni por la Oficina Anticorrupción, quedando firme.
Paralelamente, opositores presentaron una demanda contra el Reequilibrio Telefónico en la Justicia Federal de Córdoba, la cual fue apelada y elevada a la Corte Suprema de Justicia de la Nación, que en 1998 ratificó la legalidad del esquema tarifario.

### Privatización del Correo Argentino
En 1997, mediante el Decreto 265/1997, el Poder Ejecutivo Nacional dispuso la privatización del Correo Argentino bajo la figura de concesión. El proceso licitatorio no recibió objeciones legales ni administrativas y fue avalado por la Comisión de Seguimiento de las Privatizaciones del Congreso de la Nación.
Durante su gestión como Secretario de Comunicaciones, Germán Kammerath fue denunciado por aprobar, mediante la Resolución N.º 18.496, la incorporación del proceso de reorganización empresaria —que incluía retiros voluntarios de personal excedente— como parte de las inversiones comprometidas por la empresa adjudicataria, el Grupo Macri (Socma) junto con la Corporación Financiera Internacional (IFC). Este mecanismo ya había sido utilizado por otras empresas privatizadas.
En el momento de la concesión, el Correo Argentino atravesaba una situación deficitaria, con exceso de personal, estructuras sindicales desactualizadas, competencia creciente de correos privados y deficiencias operativas y edilicias.
Luego de una extensa investigación judicial (Causa N.º 29.061, tramitada en diversos juzgados federales), la Cámara Federal de la Ciudad de Buenos Aires, Sala II, dictó el 6 de julio de 2010 el sobreseimiento definitivo de Kammerath. La causa no registró apelaciones posteriores.

### Asignación de licencias y frecuencias en telecomunicaciones
Durante su gestión al frente de la Secretaría de Comunicaciones de la Nación, Germán Kammerath impulsó la apertura del mercado de telecomunicaciones con el objetivo de fomentar la competencia en el sector. En ese contexto, se otorgaron licencias a diversas empresas nacionales, extranjeras y cooperativas para prestar servicios de telecomunicaciones, en competencia con los operadores dominantes de la época, como Telecom, Telefónica, CTI y Movicom.
Entre las empresas que obtuvieron licencias y tramitaron frecuencias radioeléctricas de alta densidad para servicios de datos e internet se encuentran Techtel (Grupo Techint), Diginet (Goldman Sachs), Telelatina (Brasil), Impsat, Dakota, Ferrocable, Mundo AKI, Datacoop, Keytech, LMDS y Macrocom (Winstar), entre otras. Estas asignaciones se realizaron en el marco de las resoluciones N.º 897/97 y 869/97 de la Secretaría de Comunicaciones, y con la intervención de la Comisión Nacional de Comunicaciones (CNC), que evaluaba antecedentes técnicos y empresariales para autorizar el uso del espectro.
En 2002, la valuación oficial de estas frecuencias fue ratificada mediante la Resolución Conjunta N.º 126/2002 de la Secretaría de Comunicaciones y N.º 37/2002 de la Secretaría de la Competencia, Desregulación y Defensa del Consumidor. Dichas resoluciones establecieron montos de referencia para la asignación del espectro, como 2.204 pesos para el Área Metropolitana de Buenos Aires y 734 pesos para ciudades como Córdoba, Rosario y Mendoza.
En el año 2000, el entonces director de la Oficina Anticorrupción, Manuel Garrido, denunció a Kammerath por presuntas "negociaciones incompatibles con la función pública" en el marco de la causa judicial N.º 14.642/00. La investigación fue llevada adelante por la jueza federal María Romilda Servini, quien ordenó la realización de una pericia administrativa y técnica para comparar los procedimientos de asignación de licencias y frecuencias efectuados durante su gestión.
La pericia fue realizada por el ingeniero Enrique Emilio Baduell, perito oficial designado, quien analizó los expedientes administrativos correspondientes. A partir de estos informes, el 14 de junio de 2004, la jueza dictó la falta de mérito y dispuso la continuidad de la investigación. Finalmente, el 11 de marzo de 2008, Kammerath fue sobreseído en primera instancia.
Sin embargo, dicha resolución fue revocada por la Cámara Federal de Apelaciones, y la causa fue elevada al Tribunal Oral Federal N.º 2, integrado por los jueces Jorge Gorini, Rodrigo Giménez Uriburu y Enrique Méndez Signori. El 1 de marzo de 2021, el tribunal dictó el sobreseimiento definitivo de Kammerath, con el acuerdo del fiscal de cámara Abel Córdoba, sin llegar a instancia de juicio oral.
Según consta en la documentación judicial, varias de las empresas que obtuvieron licencias durante ese período continúan prestando servicios o se fusionaron con otros operadores tras la crisis económica de 2001.

### Condena por corrupción
A finales de noviembre de 2021, Kammerath fue condenado tras 15 años de juicio por la contratación de una empresa para el seguimiento de la flota de vehículos municipales, que estaba relacionada con su excuñado. La denuncia que impulsó la causa fue presentada por Luis Juez. Cumplió condena en el Complejo Carcelario N° 1 "Reverendo Francisco Luchese" de Bouwer, en Córdoba, luego de que la Corte Suprema de Justicia ratificara la condena de tres años y medio de prisión efectiva por negociaciones incompatibles con la función pública en su mandato entre 1999 y 2003.

## Historial Electoral

### Elecciones Intendente de Córdoba 1995[66]
| Candidato           | Partido               | Porcentaje |
| ------------------- | --------------------- | ---------- |
| Rubén Américo Martí | Unión Cívica Radical  | 44,8%      |
| César Albrisi       | Partido Justicialista | 31,2%      |
| Germán Kammerath    | Ucede                 | 8,6%       |

### Elecciones Intendente de Córdoba 1999[67]
| Candidato        | Partido                  | Porcentaje |
| ---------------- | ------------------------ | ---------- |
| Germán Kammerath | Unión por Córdoba        | 47,7%      |
| Mario Negri      | Alianza                  | 41,9%      |
| Carlos Rossi     | Unión Vecinal de Córdoba | 7,05%      |